# Flitwick Castle

Flitwick Castle var en middelalderborg i byen Flitwick i Bedfordshire i England.
Fæstningen var en lille motte-and-baileykonstruktion i tømmer omgivet af en voldgrav. Den blev anlagt i 1000-tallet, og den nævnes i Domesday Book i 1086, hvor ejeren var William Lovet, der var normanner. Lovet erstattede den angelsaksiske Alwin, som ejer af Flitwick inden den normanniske erobring af England i 1066.
Det eneste af borgen, som er bevaret, er jordvoldene, som nu er en del af parken Temple Field eller Mount Hill. Voldgravene er fyldt op, og højen er i dag omkring 7 m høj. Navnet Temple Field er taget fra den nærliggende kirke kaldet Church of St Peter & St Paul. Stedet er et Scheduled monument.